# Aviatik B.I
El Aviatik B.I fue un biplano biplaza alemán de reconocimiento, diseñado y construido por la compañía Automobil und Aviatik AG, que hasta entonces había producido copias de diseños franceses.

## Diseño y desarrollo
El primero de los diseños autóctonos de Aviatik, diseñado por Robert Wild, fue el modelo P.13, volado en abril-mayo de 1912. Fue construido en varias versiones y presentaba grandes alas de 3 vanos y medio o 4 vanos. El modelo fue ampliamente usado en competiciones y ganó una gran reputación. Un diseño mejorado fue el P.14 de 1913, con alas más pequeñas de dos vanos y medio y refinamientos aerodinámicos y estructurales. También en 1913, fue construido un último diseño refinado P.15, con alas de dos o tres vanos y una aleta caudal.
La fuerza aérea alemana se interesó por los aviones de Aviatik y ordenó 101 unidades P.13 y P.14 en 1913, siguiendo luego más órdenes. La tripulación se sentaba en cabinas en tándem, con el observador en la delantera. Inicialmente, fueron designados simplemente Aviatik B, con número de registro y los dos últimos dígitos del año (por ejemplo, B.268/13). En septiembre de 1915, los aviones del modelo P.15 fueron designados B.I (P.15b con motor de 100 hp) o B.II (P.15a con motor de 120 hp). Existe la suposición de que los anteriores Aviatik de la clase B de 100 hp también podían haber sido designados B.I. Los Aviatik de la clase B estaban desarmados, pero en el desarrollo de la guerra, algunas veces se usaron ametralladoras.
El B.I fue construido en grandes cantidades en Italia, bajo licencia, por la Società Aeronautica Meccanica Lombardia (SAML), que construyó 410 ejemplares según el diseño de Aviatik. La firma puso en producción dos diseños propios más tarde, según diseño de Robert Wild. El primero de ellos, el SAML S.1 estaba propulsado por un motor Fiat A.12 y estaba armado con una ametralladora Ravelli para el observador. La segunda versión, el SAML S.2 estaba destinado al papel del reconocimiento-bombardero y tenía menor envergadura, una ametralladora fija Ravelli de tiro frontal adicional a la de la cabina trasera, y una carga de bombas de 40 kg. La 16 Squadriglie da Recognizione operó 660 S.1 y S.2 desde 1917 en adelante en Italia, Albania y Macedonia. Dos SAML S.1 participaron en la Revolución de 1922 en Paraguay con el bando gubernamental. Sobrevivieron al conflicto y fueron los primeros aviones de la nueva Escuela Militar de Aviación, junto con un único SVA-5, un SVA-10 y un SPAD S.20. Un S.1 fue destruido en un accidente en 1928, pero el otro sobrevivió como entrenador en la Guerra del Chaco.
El Aviatik B.114/14 fue el primer avión derribado por fuego en combate aéreo el 5 de octubre de 1914, por un Voisin III francés.

## Variantes
P.13
Primer diseño propio de Aviatik, biplano de reconocimiento biplaza, año 1912 (designado B.I).
P.14
Versión mejorada del P.13 de 1913, con alas más pequeñas. 101 aviones P.13 y P.14 encargados (designado B.I).
P.15
Biplano de reconocimiento biplaza (designado B.I).
P.15a
Versión del B.I con motor de 100 hp.
P.15b
Aviatik B.II, con motor de 120 hp.
B
Primeras entregas de aviones P.13 y P.14.
B.I
A partir de 1915, aviones P.15a con motor de 100 hp.
B.II
A partir de 1915, aviones P.15b con motor de 120 hp.
SAML S.1
Versión italiana del B.II, armada y con motor Fiat A.12, 410 construidos.
SAML S.2
Versión del S.1 de menor envergadura, con dos ametralladoras (una fija y otra móvil).

## Operadores
Imperio austrohúngaro
- Luftfahrtruppen

 Alemania
- Luftstreitkräfte

 Italia
- Corpo Aeronautico Militare

 Paraguay
- Fuerzas Armadas de Paraguay

 Turquía
- Fuerza Aérea Turca: Posguerra, SAML Aviatik B.I.

## Especificaciones (P.15a/B.I)
Referencia datos: Die deutschen Militärflugzeuge 1919-1934 : mit 143 Vierseitenrissen im Massstab 1:144

### Características generales
- Tripulación: Dos (piloto y observador/artillero)
- Longitud: 8 m (26,1 ft)
- Envergadura: 14 m (45,8 ft)
- Altura: 3,3 m (10,8 ft)
- Peso cargado: 1088 kg (2398 lb)
- Planta motriz: 1× motor lineal de seis cilindros refrigerado por agua Mercedes D.I.
  - Potencia: 75 kW (103 HP; 101 CV)

### Rendimiento
- Velocidad nunca excedida (Vne): 100 km/h (62 MPH; 54 kt)
- Velocidad crucero (Vc): 90 km/h (56 MPH; 49 kt)
- Alcance: 800 km (432 nmi; 497 mi)
- Techo de vuelo: 5000 m (16 404 ft) [9]
- Tiempo a altitud: 1000 m (3300 pies) en 15 min